# Кабаньяс-де-Полендос
Кабаньяс-де-Полендос (ісп. Cabañas de Polendos) — муніципалітет в Іспанії, у складі автономної спільноти Кастилія-і-Леон, у провінції Сеговія. Населення — 148 осіб (2010).
Муніципалітет розташований на відстані близько 80 км на північний захід від Мадрида, 13 км на північ від Сеговії.
На території муніципалітету розташовані такі населені пункти: (дані про населення за 2010 рік)
- Кабаньяс-де-Полендос: 100 осіб
- Мата-де-Кінтанар: 48 осіб

## Демографія
Динаміка населення (INE ):